# Egernsund
Egernsund (tysk: Ekensund) er en by på den nordvestligste ende af Broager Land med 1.431 indbyggere  (2025). Byen ligger på den nordvestlige side ud til Nybøl Nor og på den sydlige ud til Flensborg Fjord. Via Egernsundbroen er der forbindelse til Gråsten. Byen er en del af Sønderborg Kommune og tilhører Region Syddanmark.
Havnen i Egernsund har mistet sin betydning, fordi transporten af de tunge teglsten er blevet flyttet til lastbiler. Foruden træindustri og keramisk industri er der et bådebyggeri, som reparerer lystfartøjer. Siden 1894 har salgsorganisation De Forenede Teglværker i Egernsund A/S haft kontor i byen.
Egernsund Kirke er opført i perioden 1907-1909 og er tegnet af Richard Dethlefsen, som var professor i Königsberg, Østpreussen (nuværende Kaliningrad i Rusland). Han stammede imidlertid oprindeligt fra Grønland Teglværk i Egernsund, hvor slægten også ejede andre af byens teglværker. Det var arkitektens far som donerede kirken til byen og flere af teglværkerne leverede stenene til den.
Egernsund Skole havde inden den blev lukket den 28 juni 2012 elever fra børnehaveklasse til 6. klasse. Skolen fungerer nu som kulturhus.
Rendbjerg Feriekoloni ligger ned til Flensborg Fjord, hvor Rendbjerg Teglværk lå. Feriekolonien ejes af Esbjerg Kommune. I lejrskolesæsonen er der personale tilknyttet, som sørger for madlavning og slutrengøring. Tilbage i tiden lå Rendbjerg Teglværket teglværk på lejrskolens grund.
Sydslesvighjemmet Rendbjerg ejet af Dansk Skoleforening for Sydslesvig fungerer som lejrskole for børn og unge fra Sydslesvig. Lejrskolen blev indviet 24. maj 1956. Hovedbygningen har været ejet af Teglværksejeren Ditmer som solgte det til Skoleforeningen.

## Historie
Byen har navn efter det sund, den ligger ved, som giver adgang fra Nybøl Nor til Flensborg Fjord. Det er i hvert fald nok den mest sandsynlige forklaring, men der findes dog et sagn med en anden historie. Sagnet siger nemlig, at for nogle hundrede år siden var sundet smallere, og der var tæt skov på begge sider. Træerne på hver side kunne næsten nå hinanden, hvilket betød, at egern kunne hoppe over sundet og deraf navnet.
I 1711 kom den første færge fra Alnor til Egernsund på foranledning af hertuginden af Augustenborg. Hun syntes, at landevejen til Gråsten Slot var for bumlet og langvarig. Færgen var fra starten kædetrukket, dengang med mandkraft. Tilladelse til at drive færgen kom fra hertugen af Augustenborg, og den var ikke ligetil at få, så den gik tit i arv til næste generation.
1745 havde Egernsund ud over færgefart store skove og 6 teglværker, hvoraf 3 glückburgske, 2 gråstenske og 1 kongeligt. Omkring værkerne boede der 31 arbejdere.
Under 2. Slesvigske Krig i 1864 byggede de preussiske soldater en midlertidig pontonbro, så de nemmere kunne komme over sundet.
I 1927 blev færgefarten Alnor – Egernsund erstattet med en motordreven kædefærge "Egernsund". Det var den sidste af sin art i Danmark, da den sejlede indtil Egernsundbroen blev indviet i 1968. Under anlæggelsen fandt man Egernsund-prammen.
2007 lukkede byens eneste dagligvarebutik

## Teglværker i og ved Egernsund
Egernsund har været tæt knyttet til den store teglværksindustri omkring Nybøl Nor, hvor kombinationen af det rigtige ler, sejlbart farvand og masser af træ var til stede. Omkring 1890 lå der over 40 teglværker i og omkring Egernsund. Et flertal af disse dannede salgssammenslutningen "Vereinigte Ziegeleien", som regulerede produktionen på de enkelte teglværker med produktionskvoter og varetog fælles afsætning. De 33 lokale teglværker i "Vereinigte Ziegeleien" havde i 1896 produktionskvoter på 53 mio. teglenheder. Der var desuden seks teglværker, som ikke var medlemmer. I nutiden der kun en håndfuld tilbage. Søfarten blev en vigtig følgeindustri til teglindustrien, og Egernsund blev hjemsted for en betydelig småskibsflåde, indtil lastvognstransport og billig jernbanefragt trængte den tilbage fra 1950’erne. Sammenslutningen af teglværkerne ved Egernsund organiserede også nedlæggelse af urentable teglværker ved at overtage dem og omfordele kvoterne. Nedlæggelser ramte i foreningens første årtier især teglværker, der ikke havde magtet overgangen til ny industriel teknologi med ringovne. De teglværker, der klarede sig igennem 1. verdenskrigs vanskeligheder, fik nye problemer efter Genforeningen i 1920. Grænsen og den efterfølgende inflation i Tyskland ødelagde afsætningen til det tyske marked. I 1923 var der 20 teglværker tilbage i kommunerne omkring Egernsund og 7 i det øvrige Sønderjylland. I 2010 er der 7 tilbage i hele Sønderjylland, alle i nærheden af Egernsund. Salgsorganisationen hedder i dag Egernsund Tegl og omfatter fire af de syv teglværker. De sønderjyske teglværker har i dag en samlet kapacitet på 120 millioner enheder.
8 km fra Egernsund på Broagerland ligger Cathrinesminde Teglværk, som er en del af Museum Sønderjylland og fortæller meget om især områdets teglværksindustri.
Denne liste er ufuldstændig; hjælp gerne med at udfylde den.
- Grønland Teglværk Teglværket blev oprettet i 1777 af forpagter Jørgensen fra Skodsbølgård efter tilladelse fra hertugen af Glücksborg. I 1894 blev de tre samlet under Vereinigte Ziegeleien, der siden 1920 har heddet De Forenede Teglværker og siden 2000 Egernsund Tegl.
- Tychsens Teglværk ved Nybølnorvej har været i familien Tychsens eje igennem 3 generationer fra 1896 til 1992, hvor teglværket blev solgt. 2013 blev det nedlagt
- Matzen Teglværk er grundlagt i 1750 af en teglmester fra det nærliggende Iller. Teglmesterens datter giftede sig med en Matzen, og teglværket har siden været i familien Matzen's besiddelse. Teglværket har en kapacitet på 18 millioner sten om året.
- Petersen Teglværk ved Nybøl Nor, blev grundlagt 1791 af husmand Peter Andresen. I dag drives teglværket af Christian A. Petersen og hans døtre, som henholdsvis 8. og 9. generation i lige linje. Teglværket har specialiseret sig at producere individuelle teglelementer.
- Island Teglværk fra 1764 lå ved siden af Grønland Teglværk, nedlagt 1990
- Skodsbølmark Teglværk, nedlagt 1983.
- Minde Teglværk ved det nuværende Marina Minde, stoppede produktionen i 1965.
- W. Christensens teglværk, nedlagt ca. 1960.
- Bjerg Teglværk,nedlagt 1932.
- Schlajkjærs Teglværk, nedlagt 1932.
- Rendbjerg Teglværk begyndte i 1783 teglproduktionen i Rendbjerg. Firmaet udviklede sig til et af Nordeuropas største teglværker. I 1851 alene blev der produceret 2 millioner teglsten i fem kammerovne. I de sidste år havde fabrikken forskellige ejere og lukkede endeligt i 1928.
- Jan Mayen Teglværk blev oprettet i 1792 og nedlagt 1923.
- Brille Teglværk, nedlagt 1922.
- Hölle Teglværk, nedlagt 1922.
- Prinzenhof Teglværk, nedlagt 1917.
- Kaptajn Petersens Teglværk ?

## Kunstnerkolonien Egernsund
I en anden halvdel 1800-tallet tog borgerne fra Flensborg på fjordture, og Egernsund var fast stop på en rundfart i det naturskønne fjordlandskab. Det gjorde Egernsund populær hos tyske og enkelte danske friluftsmalere. De mange kunstnere som om sommeren boede i eller omkring Egernsund, blev tiltrukket af fjordlandskabet, fiskerne og de mange teglværker i området. Kunstnerkolonien eller "Egernsundmalerne" blev grundlagt i omkring 1880 og opløstes endeligt omkring Genforeningen i 1920. Deltagerne var blandt andre: Wilhelm Dreesen, Alexander Eckener, Otto Heinrich Engel, Erich Kubierschky, Jacob Nöbbe, Heinrich Petersen-Angeln, Fritz Stoltenberg, Louis Jensen Emmy Gotzmann og Maria Nissen.
- Foto af Wilhelm Dreesen, 1882, Die Ekensunder Künstlerkolonie
- Lågemade (1891–1895), foto af Wilhelm Dreesen
- Selvportræt af Wilhelm Dreesen
- Jacob Nöbbe - Ved Egernsund
- Heinrich Petersen-Angeln, - I Egernsund (1900)
- Heinrich Petersen-Angeln - Bådebro ved Flensborg Fjord
- Alexander Eckener - Toni Eckener (søster) på stranden ved Rinkenæs

## Demografi
- 1930: 1.112 indb.
- 1976: 1.582
- 1986: 1.627
- 1996: 1.638
- 2006: 1.563
- 2011: 1.542

## Seværdigheder
De primære attraktioner i byen er Lågemade, hvor Kunstnerkoloniens kunstnere boede, Egernsundbroen og havnearealet, hvor mange lystfiskere benytter faciliteterne. Ved kirken fører en trappe ned til en god badestrand. Desuden benytter mange vandreruten Gendarmstien, der går gennem byen.
Følger man fra Lågemade Gendarmstien videre syd, kommer man forbi lystbådehavnen Marina Minde (grundlagt 1980) og lejrskolen hvor Rendbjerg Teglværk lå, som C.W. Eckersberg forevigede. På stranden kan man stadig finde gamle teglsten, der står Rendbjerg på. Sommerhusområdet Rendbjerg syd for Egernsund bærer præg af det tidligere så store teglværksindustri som har efterladt et meget kuperet terræn. Tidligere var der en anløbsbro på stedet, hvor der i dag er badebro. Nede ved Fjorden ligger der stadig gamle huse, hvor arbejderne boede. "Rendbjerg Slot" nu "Aflastningshjemmet Rendbjerg" var tidligere teglværksejerens bolig
Gråsten Statsskovdistrikt har i et forsøg på at aflaste Gråstenskovene foretaget tiltag for at gøre Skodsbøl Skov mere publikumsvenlig. Skoven ligger lige op ad Egernsund samt Nybøl Nor. Ved noret er der anlagt en primitiv lejrplads til fri afbenyttelse. Denne er blevet populær blandt cyklende og sejlende turister.

## Galleri
- Gendarmstiens forløb
- Egernsundbroen
- Rekonstruktion af Egernsundprammen på Middelaldercentret
- Teglværket Renbjærg malet af C.W. Eckersberg